# Samuel Woodward
Samuel Woodward (3 octobre 1790 - 14 janvier 1838), est un géologue et antiquaire anglais, né à Norwich.

## Biographie
Il est en grande partie autodidacte, il est apprenti en 1804 chez un fabricant de camlets et de bombazines, le goût des études sérieuses est stimulé par son maître, l'échevin John Herring et par Joseph John Gurney. S'intéressant à la géologie et à l'archéologie, il commence à constituer la collection qui après sa mort est achetée pour le musée de Norwich. En 1820, il obtient un poste de commis à la banque Gurney (plus tard Barclay) à Norwich, et Hudson Gurney et Dawson Turner (de Yarmouth), tous deux membres de la Royal Society, encouragent ses travaux scientifiques.
Il communique à l' Archaeologia des articles sur les clochers ronds des églises du Norfolk, les vestiges romains du pays, etc., et d'autres articles sur l'histoire naturelle et la géologie au Mag. Nat. Hist. et Phil. Mag.
Il est l'auteur de :
- A Synoptical Table of British Organic Remains (1830), le premier ouvrage du genre en Grande-Bretagne
- An Outline of the Geology of Norfolk (1833)
- Le Norfolk Topographer's Manual (1842) publié à titre posthume
- The History and Antiquities of Norwich Castle (1847) publié à titre posthume

## Famille
Son fils aîné, Bernard Bolingbroke Woodward (en) (1816-1869), est bibliothécaire et gardien des estampes et des dessins au château de Windsor de 1860 jusqu'à sa mort. Le deuxième fils, Samuel Pickworth Woodward (1821-1865), devient en 1845 professeur de géologie et d'histoire naturelle au Royal Agricultural College de Cirencester, et en 1848 est nommé assistant au département de géologie et de minéralogie du British Museum. Il est l'auteur de A Manual of the Mollusca (en trois parties, 1851, 1853 et 1856). Le plus jeune fils de Samuel Woodward, Henry est également un géologue réputé.